# Gustave Doré
Paul Gustave Doré (pronunciación en francés: /ɡystav dɔʁe/; Estrasburgo, 6 de enero de 1832-París, 23 de enero de 1883) fue un artista francés, pintor, escultor e ilustrador, faceta esta última que le dio fama internacional. Es considerado en su país el último de los grandes ilustradores e internacionalmente uno de los más famosos ilustradores del siglo XIX. Entre sus trabajos más notables pueden citarse las ilustraciones para El ingenioso hidalgo don Quijote de la Mancha, la Biblia (1865) y la Divina comedia, que fueron la imagen clásica que generaciones de lectores, artistas y directores de teatro y cine tuvieron de ellas hasta finales del siglo XX.

## Biografía
Nacido en Estrasburgo, a la edad de quince años consiguió un contrato con Charles Philipon para que este le publicara una litografía por semana. Luego se le encargaron trabajos sobre François Rabelais, Honoré de Balzac y Dante Alighieri, haciendo que, aún muy joven, cobrase más que su contemporáneo Honoré Daumier.
En 1853 ilustra algunas obras de Lord Byron, que le abren las puertas para ilustrar a otros escritores de habla inglesa, entre ellas El cuervo de Edgar Allan Poe.
En 1862 viajó por España con el barón Davillier. Fruto de ese dilatado viaje, al año siguiente se publicaría una serie de crónicas sobre Valencia, Galicia, Andalucía, Murcia, con estancias específicas en Murcia, Granada, Madrid, y otras capitales españolas. La obra se incluyó en la colección Le Tour du Monde. En esa misma década de 1860, Doré ilustró una edición francesa de El ingenioso hidalgo don Quijote de la Mancha, de Miguel de Cervantes, partiendo de su experiencia vital en la geografía española.
El éxito de una nueva versión de la Biblia, ilustrada en 1865, le sirvió de tarjeta de presentación para hacer una gran exposición de sus obras en Londres, de la que saldría la Doré Gallery en New Bond Street.
En 1869, Blanchard Jerrold, sugirió que trabajaran juntos para producir un retrato de Londres. A Jerrold se le ocurrió la idea de plasmar The Microcosm of London (1808) obra de Rudolph Ackermann, William Pyne y Thomas Rowlandson.
Doré firmó un contrato de cinco años con la editorial Grant & Co. Eso implicaba que tenía que pasar al menos tres meses al año en Londres. Cobró la suma de 10 000 libras esterlinas (160 000 dólares aproximadamente) por año. El libro London: A Pilgrimage, con 180 grabados, fue publicado en 1872. Aunque fue un éxito comercial, a buena parte de los críticos no les gustó la publicación, escandalizados por el hecho de que Doré mostrara en su obra la pobreza existente en Londres. Fue acusado por el Art Journal de «fantasioso más que de ilustrador», y denunciado en otras revistas importantes, como la Westminster Review. Sin embargo, el éxito de London: A Pilgrimage provocó que los editores ingleses le hicieran más encargos: Paradise Lost (El paraíso perdido) de John Milton, Idylls of the King de Alfred Tennyson, The Works de Thomas Hood, y The Divine Comedy (la versión inglesa de La Divina Comedia) de Dante Alighieri. De forma paralela fueron apareciendo sus trabajos en el Illustrated London News.
Su producción pictórica es ahora mucho menos conocida que sus ilustraciones, pero gozó igualmente de éxito comercial. Se caracteriza por un naturalismo calculado, atento a las texturas e inclinado al tenebrismo; delata influencias del barroco español. Se catalogan unas 150 pinturas de Doré, de las cuales no pocas son de gran formato y empeño; destaca por su tamaño (6 x 9 metros) Jesucristo saliendo del Pretorio (Estrasburgo, Musée d'Art moderne et contemporain). Otras obras reseñables son la Andrómeda del Chimei Museum de Tainan (Taiwán) y Vendedoras de flores de Londres de la Walker Art Gallery de Liverpool. La faceta de Doré como pintor carecía de presencia en museos españoles hasta la incorporación en el Museo de Bellas Artes de Bilbao, en 2020, de un gran lienzo de tema español, Los vagabundos .
Falleció después de una breve enfermedad el 23 de enero de  1883 y fue sepultado en el Cementerio del Père-Lachaise de la capital francesa.

## Ilustraciones
Por las características de su obra de ilustración se ha considerado a Doré un visionario recreador del periodo medieval. En sus grabados sobre madera, muestra una Edad Media sobrecogedora y delirante, poblada de sombríos bosques, de ruinas, de masas caóticas; visiones de un tardorromanticismo al uso en el campo de la ilustración, pero más acusado en Doré que en otros dibujantes. Su visión de una Naturaleza provista de vastos espacios, y con reminiscencias de John Martin, revela una atracción por lo sublime que entronca claramente con las teorías burkenianas.

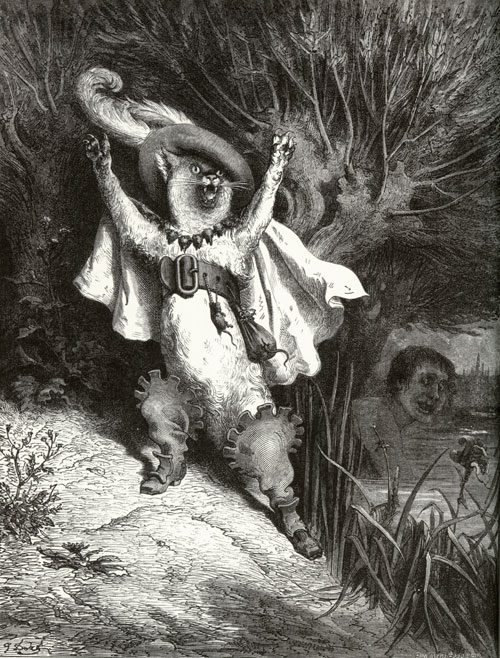
Re-Diseño del Gato con Botas para Les Contes de Perrault.

Uno de sus trabajos con mayor impacto en la cultura popular a día de hoy, aunque poco reconocido, es el rediseño del Gato con Botas al cual convirtió en un caballero de capa y espada, este rediseño es una ilustración en grabado para una nueva edición del clásico cuento europeo popular, escrito por Charles Perrault. Dicho diseño es la inspiración directa para el personaje de mismo nombre en algunas de las películas de Shrek y sus spin-off El Gato con  Botas.
Dotado de una enorme capacidad de trabajo ("¡Lo ilustraré todo!", afirmó en una ocasión), puso en imágenes la obra esencial de clásicos como Dante, Cervantes, La Fontaine, Rabelais, Balzac, Edgar Allan Poe... Además de su fantasía, destaca por su vertiente de cronista social, en sus grabados para Londres o en las escenas de sus viajes. Así por ejemplo, en Un peregrinaje (1872), con texto de Blanchard Jerrold, Doré presenta a través de imágenes casi realistas los suburbios del Londres de la época industrial. Una de estas lúgubres visiones, La cárcel de Newgate: el patio de ejercicios, fascinaría años más tarde a Van Gogh, que la pinta en 1890.
La investigadora Blanche Roosevelt emprendió en 1885 una detallada recopilación y catálogo de la obra de Doré, que de forma esquemática podría reflejarse en este listado elemental:
- Ilustraciones para el Nouveau Paris, 1857;
- Histoire de ses 20 Arrondissements, un volumen con 150 dibujos, publicado por Barba;
- Ilustraciones para el Aline. Journal d'un Jeune Homme, escrito por Valéry Vernier;
- 60 dibujos para la traducción de L'Habitation du Désert, de Mayne Reid;

Y la siguiente relación desde 1860 hasta 1877:
| - La Fille du Grand Chieftain - Flêche d'Or - L'Ange des Frontières - Les Vierges de la Forêt - The Tempest sobre la obra de Shakespeare - Les Figures du Temps - Les Chansons d'Autrefois - Le Roi des Montagnes - Les Mythologies du Rhin - L'Espagne, Mœurs et Paysages - Les États Unis et la Mexique - Histoire aussi intéressante qu'invraisemblable de l'intrepide Capitaine Castagnette, neveu de l'Homme à la Tête de Bois. - Aventures de Baron Münchausen - Légende de Croquemitaine - La Chasse au Lion et à la Panthère - Don Quixote de la Mancha - Les Contes de Perrault - De Paris en Afrique - L'Histoire d'un Minute - Travailleurs de la Mer - Cressy and Poictiers | - L'Épicurien - Falmy Realm - Le Chevalier Beautemps - Atala - Gautier's Capitaine Fracasse - Histoire de la Guerre en Mexique - Il Purgatorio ed il Paradiso - Le Chemin des Écoliers - La Sainte Bible - Paradise Lost - La France et la Russie - Les Fables de Lafontaine - Les Pays-bas et la Belgique - Thomas Hood's Poems - The Rime of the Ancient Mariner, una edición nueva de Rabelais - London - Two Hundred Sketches - Humorous and Grotesque, editado en Londres - L'Espagne - Histoire des Croisades - Idylls of the King - Orlando Furioso de Ariosto - Les Saltimbanques |

## Selección de obras

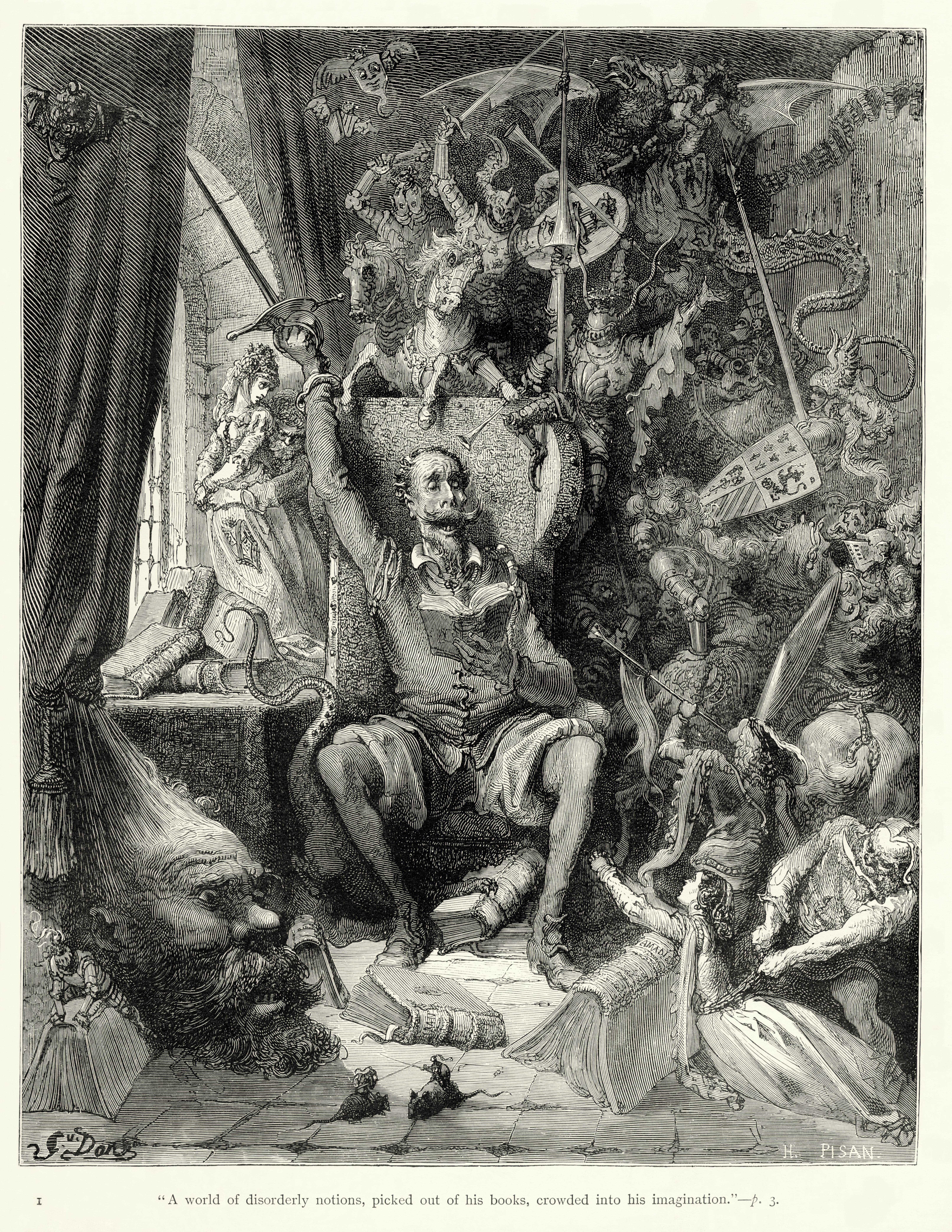
Portada de la versión ilustrada por Doré del Quijote (1863).
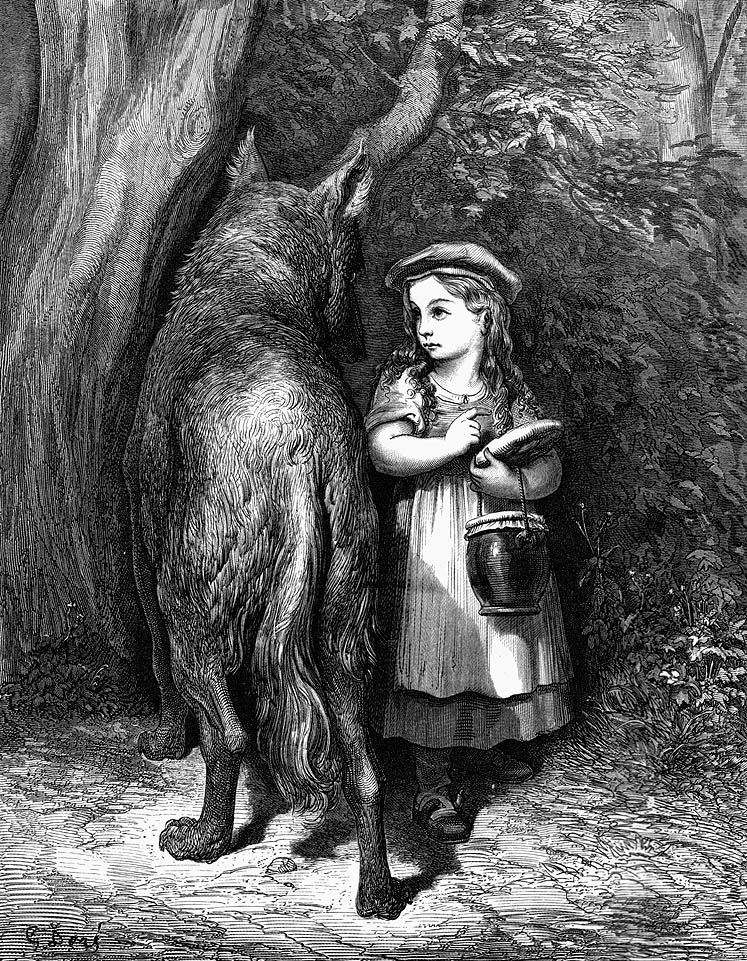
Caperucita Roja (1883) una de las ilustraciones para los cuentos de Charles Perrault.
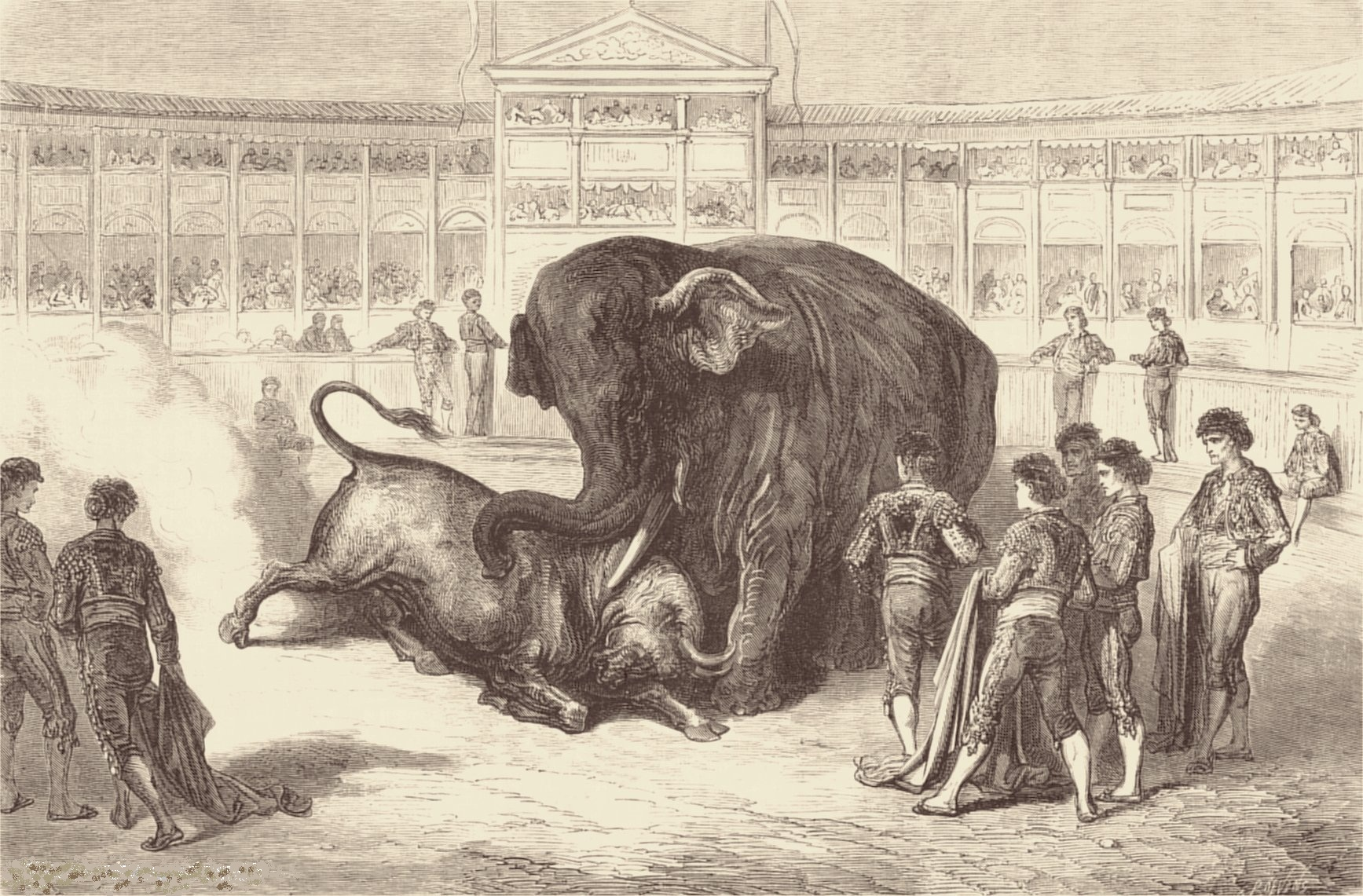
Combate entre un toro y un elefante, para L'Espagne (1862-3) de Charles Davillier.
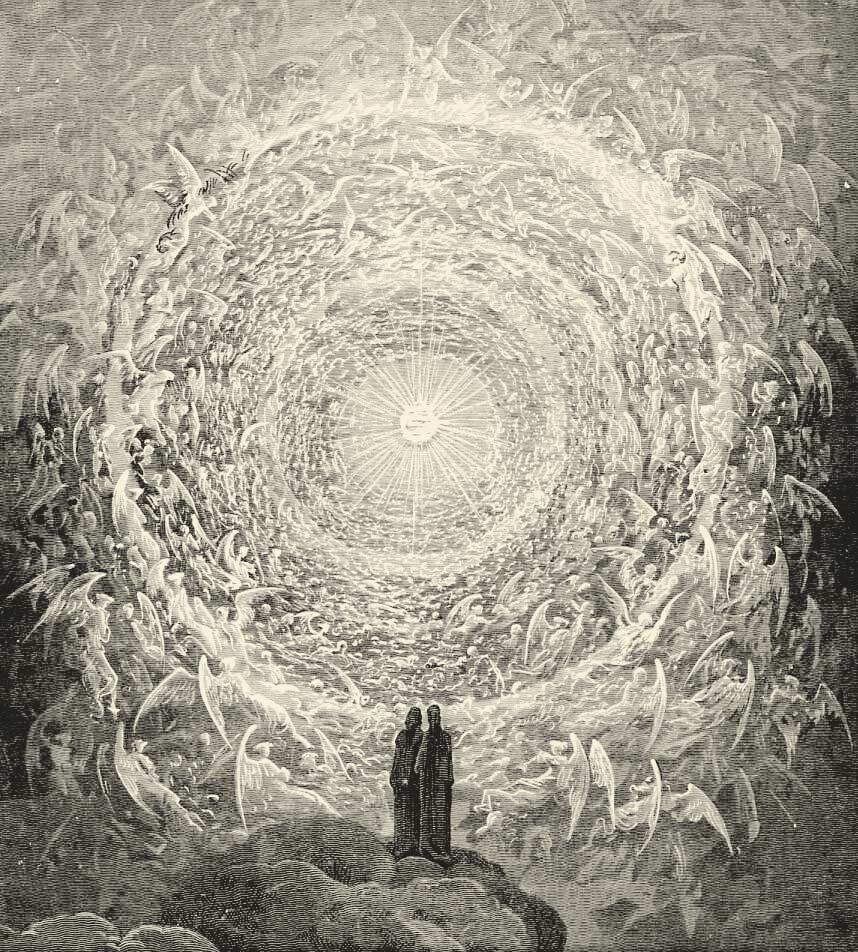
Ilustración para el Canto XXXI de la Divina Comedia de Dante Alighieri (edición de 1892).
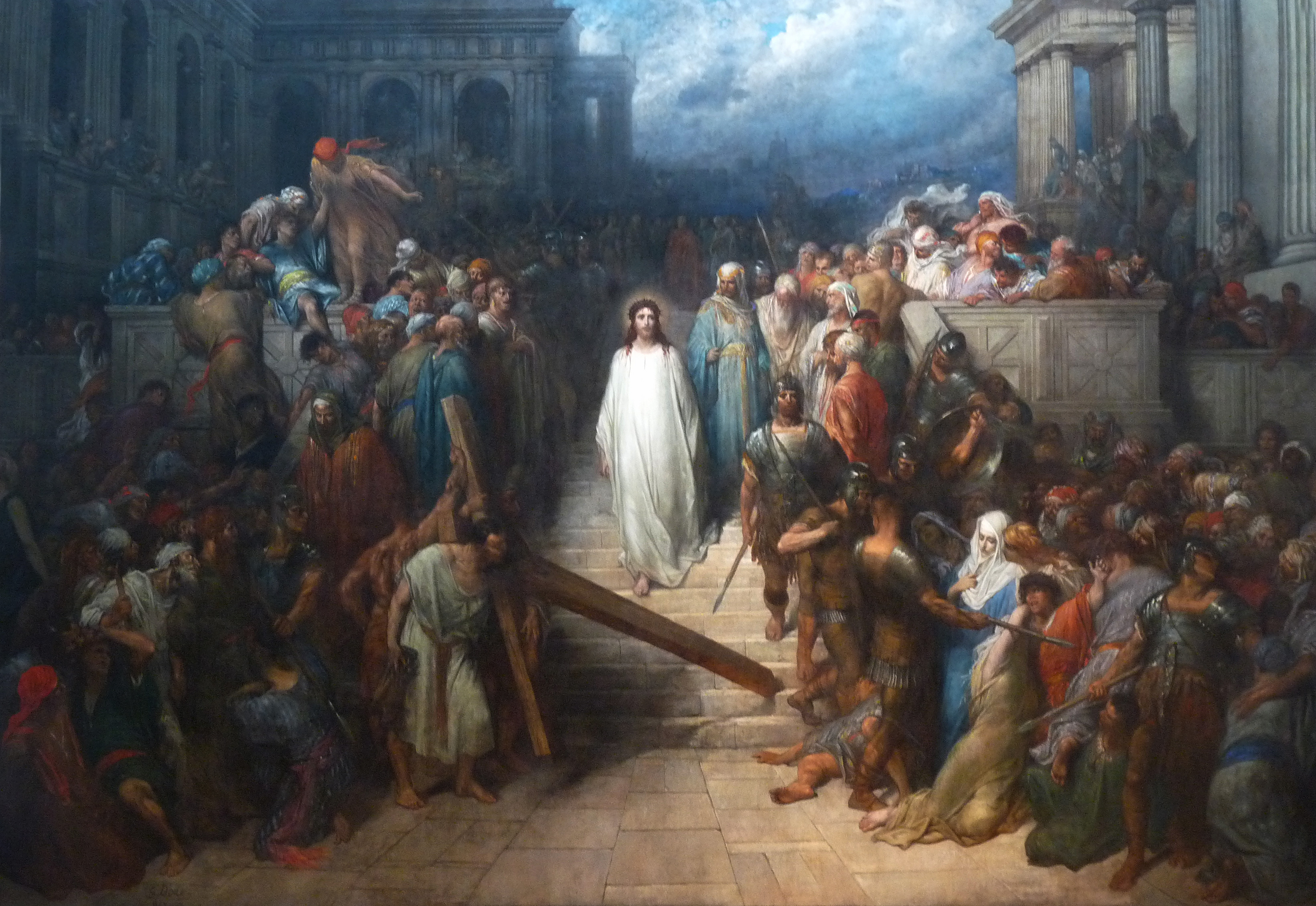
Jesucristo saliendo del Pretorio (Musée d'Art moderne et contemporain, Estrasburgo).
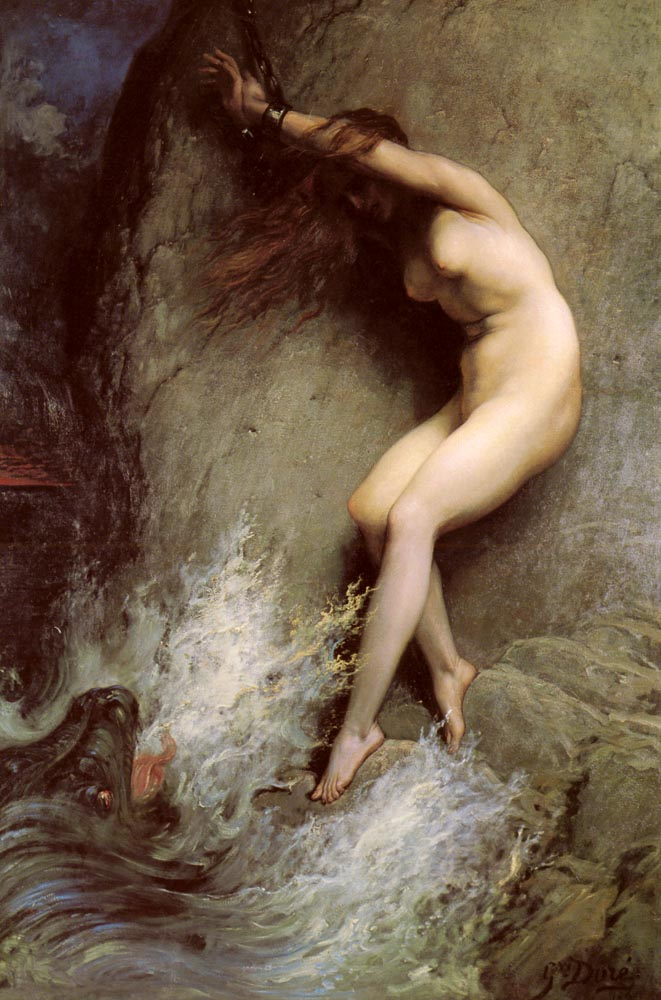
Andrómeda, cuadro de 1869; Chimei Museum (Tainan, Taiwan).
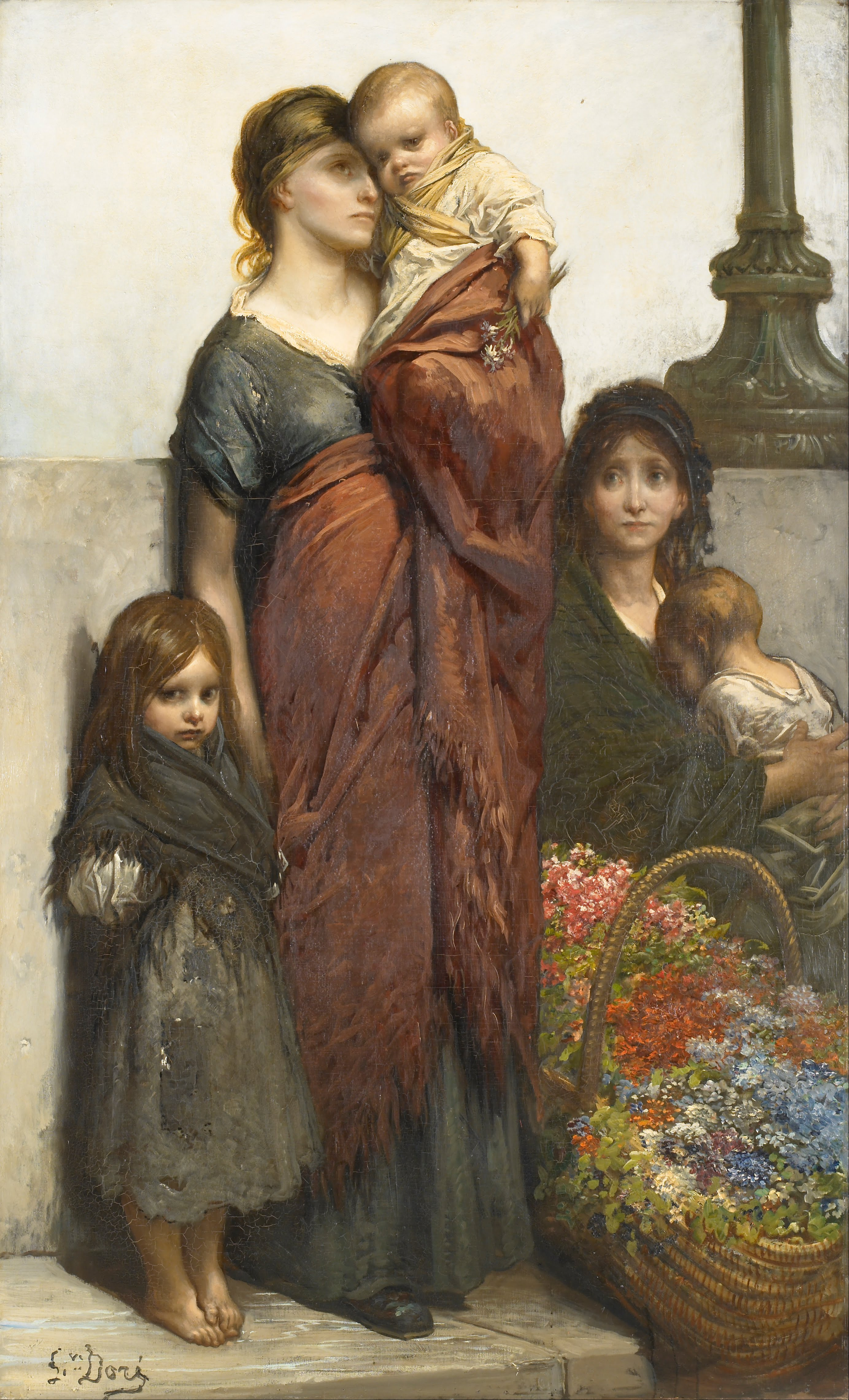
Vendedoras de flores de Londres, Walker Art Gallery (Liverpool, Reino Unido).

- La Parque et l’Amour, terracota, 1877, museo de las Bellas-Artes de Brou en Bourg-en-Bresse.
- L'Effroi, bronce, presentado en el Salón de 1879.[6]
- Monumento a Alejandro Dumas padre, 1883, Place Malesherbes, París.
- À saute-mouton, bronce.
- Acróbatas, bronce, Museo Ringling, Sarasota, Florida.
- La Défense Nationale, bronce, Rosenberg Library, Galveston, Texas.